# MTV2
MTV2는 MTV 계열의 음악 전문 채널이다.

## 연혁
1996년 10월 1일에 M2라는 이름으로 개국했다. 현재 이름은 2000년에 바뀌었다.

## 채널 번호
- 버라이즌 FiOS-211번
- Dish Network-161번
- DirecTV-1333번(VOD 전용 채널),333번

## 특이사항
- 방송은 HD 방송이다.

## 같이 보기
- MTV